# Juultje Cambré
Juliana (Juultje) Cambré (Wilhelmina Gasthuis, Amsterdam, 21 oktober 1914 – Rotterdam, 19 april 1990) was een Nederlands zangeres, trompettiste en orkestleidster.
Ze was dochter van het Belgisch echtpaar Marie Coleta van Noten en schoenmaker Augustinus Cambré. Ze vestigde zich rond 1940 in Amsterdam. Ze was tussen september 1942 en mei 1943 getrouwd met Johan Jurjen van Laere. Later (1966-1982, overlijden man) was ze getrouwd met Cornelis Hendrikus de Rot.
Ze kwam uit een muzikaal gezin; niet alleen haar ouders, maar ook ooms en tantes zaten in de muziek; allemaal koperblazers. Ze zou het trompetspel van haar opa leren; er was toen nog geen opleiding tot trompettiste aan muziekscholen etc. Ze stond al op de podia toen ze negen jaar oud was; op haar vijftiende mocht ze spelen tijdens de Wereldtentoonstelling van 1930 (Antwerpen). Vijf jaar later speelde ze op de Wereldtentoonstelling van Brussel (1935). Haar naam duikt op in de Nederlandse pers, wanneer zij met orkest en radiozangeres Elly Rexon concerten geeft in Heck’s aan het Rembrandtsplein 11-15 in Amsterdam. Daarvoor werd ze al in de omroepgidsen aangekondigd.
Ze zou daar in de oorlogsjaren vaker spelen. Ze reisde daarna door het hele land, waarbij ze de bijnaam “de vrouwelijk trompettiste” gebruikte, ze werd ook wel aangekondigd als de vrouwelijke Harry James. Het dansorkest kon bogen op alleen maar vrouwelijke musici. In die jaren was ze ook bij de VARA en AVRO te horen.
In 1953 kondigde ze haar afscheid aan, maar ging eigenlijk gewoon nog een aantal jaren door. Na haar tweede huwelijk werd niets meer van haar vernomen.
In juni 1989 werd ze vereeuwigd in het televisieprogramma Sweet & Hot Music van Netty van Hoorn, waarin ze de amusementsmuziek van Cambré, Annie van 't Zelfde, Mickey Besemer, Hannie Rutgers, Florentine Peuschens en Duifje Walvis tijdens het interbellum onder de loep nam.